# 1813

## Esdeveniments
Països Catalans
Resta del món
- 3 de febrer - San Lorenzo (Província de Santa Fe, Argentina): els independentistes de les Províncies Unides del Riu de la Plata guanyen el combat de Sant Lorenzo durant la Guerra de la Independència Argentina.
- 2 de maig, Lützen (Saxònia, Alemanya): l'exèrcit napoleònic venç en la batalla de Lützen de 1813 contra la Sisena Coalició a les Guerres Napoleòniques.
- 20 - 21 de maig - Bautzen (Saxònia, Alemanya): l'exèrcit napoleònic venç en la batalla de Bautzen contra la Sisena Coalició en el marc de les guerres Napoleòniques.
- 26 d'agost - Dunino (Baixa Silèsia, Polònia): l'exèrcit aliat de la sisena Coalició venç a les forces napoleòniques en la batalla de Katzbach durant les Guerres Napoleòniques.
- 1 d'octubre - Vilcapugio (Departament d'Oruro, Bolívia): l'exèrcit reialista venç a l'exèrcit del Nord en la batalla de Vilcapugio duran la segona expedició auxiliadora a l'Alt Perú de la guerra de la Independència Argentina.
- 12 d'octubre: El tractat de Gulistan posa fi a la guerra rusopersa de 1804–1813 amb derrota dels perses.

- 16 - 18 d'octubre: Leipzig (Saxònia): l'exèrcit aliat de la Sisena Coalició va véncer la batalla de les Nacions contra l'exèrcit napoleònic durant les guerres Napoleòniques.
- 6 de novembre - Chilpancingo (estat de Guerrero, Mèxic): els diputats del Congrés de Mèxic van signar el Acto Solemne de la Declaración de la Independència de la América Septentrional després que s'aprovés al Congrés de Chilpancingo del 13 de setembre s'hagués aprovat la independència de Mèxic d'Espanya.
- 14 de novembre - Plana d'Ayohúma (Departament de Potosí, Bolívia): l'exèrcit revolucionari venç a l'exèrcit de l'Imperi Espanyol en la batalla d'Ayohúma durant la guerra de la Independència Argentina.
- 11 de desembre - Valençay, Françaː Tractat de Valençay, on Napoleó reconeix el seu presoner, Ferran VII, com el legítim rei d'Espanya i el deixa en llibertat.[1][2]
- Napoleó en guerra contra Prússia i l'Imperi Rus: Batalles de Bautzen i Lützen.
- Es publica Orgull i prejudici, de Jane Austen.
- Josep I Bonaparte abdica de la corona espanyola.
- Penjats partidaris del ludisme a Anglaterra.

## Naixements
Països Catalans
- 27 d'abril, Xàtiva: Vicent Boix i Ricarte, poeta, polític i historiador valencià (m. 1880).[3]

Resta del món
- 23 de gener, Kristiansandː Camilla Collett, escriptora, introductora del realisme, primera intel·lectual feminista noruega (n. 1813)[4]
- 31 de gener: Agostino Depretis, primer ministre d'Itàlia (m. 1887).[5]
- 9 de març, Moscou, Imperi Rus: Timofei Nikolàievitx Granovski, historiador de l'edat mitjana rus (m. 1855).
- 19 de març: Blantyre, Lanarkshire (Escòcia): David Livingstone, missioner i explorador escocès (m. 1873).[6]
- 17 d'abril, Nova York: Susan Fenimore Cooper, escriptora i naturalista nord-americana.[7]
- 5 de maig - Copenhaguen (Dinamarca): Søren Kierkegaard, filòsof danès. Considerat el primer filòsof existencialista. (m. 1855).[6]
- 22 de maig: Richard Wagner, compositor, director d'orquesta, poeta y teóric musical alemany (m. 1883).[8]
- 10 d'octubre: Giuseppe Verdi, compositor d'òpera italià (m. 1901).
- 26 de novembre Juan Diéguez Olaverri, poeta
- 30 de novembre:
- - París: Louise-Victorine Ackermann, poetessa francesa (m. 1890).[9]
- - París: Charles-Valentin Alkan, nascut Charles-Henri-Valentin Morhange, pianista i compositor francès (m. 1888).[10]
- Londres: James William Davison, crític musical

## Necrològiques
Països Catalans
- 14 de novembre - Cadis: Antoni Capmany, empresari, catalanista i mecenes català.

Resta del món
- 21 d'abril - La Haia: Maria Margaretha la Fargue, pintora neerlandesa (n. 1743).[11]
- 22 de setembre - Épinay-sur-Seine: Rose Bertin, modista francesa del segle xviii, modista privada de Maria Antonieta (n. 1747).[12]
- 24 de setembre - Montmorrency (França): André Ernest Modeste Grétry, compositor d'òperes i operetes.
- 13 de desembre - Pequín (Xina):Louis Antoine de Poirot fou un jesuïta francès, pintor, missioner a la Xina (n. 1735).